# T・J・マッコネル
- T・J・マコーネル

ティモシー・ジョン・マッコネル・ジュニア（Timothy John McConnell Jr. , 1992年3月25日 - ）は、アメリカ合衆国・ペンシルベニア州ピッツバーグ出身のプロバスケットボール選手。NBAのインディアナ・ペイサーズに所属している。ポジションはポイントカード。

## 経歴

### 学生時代
地元ピッツバーグにあるデュケイン大学に2年間在籍した後、2012年にアリゾナ大学に転校。NCAAの規定により2013-14シーズンから公式戦出場が認められ、同シーズンはNCAAトーナメントでベスト8に進出。翌2014-15シーズンはPac-12のオールディフェンスチームに選出されるなど、アリゾナ大学の主力選手として活躍したが、2015年のNBAドラフトではどのチームからも指名されなかった。

### フィラデルフィア・76ers
2015年夏のNBAサマーリーグにフィラデルフィア・76ersの一員として参加。そこでブレット・ブラウンHCの目に留まり、トレーニングキャンプ前の9月27日に練習生契約を締結。プレシーズンで平均6.2得点、4.8アシストの記録を残したマコーネルは、最終ロースターの15人の中に残り、正式に選手契約を勝ち取り、念願のNBA選手となった。2015-16シーズン開幕戦となったボストン・セルティックス戦は、ベンチ出場ながら27分間出場し、4得点、4アシスト、3スティールを記録。更に11月2日のクリーブランド・キャバリアーズ戦では12アシストを記録した。12月にイシュ・スミスが加入するまでは先発の機会が多かった。このシーズンは81試合(17先発)に平均19.8分の出場で、6.1得点、3.1リバウンド、4.5アシスト、1.2スティールなどを記録した。
2016-17シーズンは開幕からセルヒオ・ロドリゲスが先発していたが、12月末からは先発に昇格した。2017年1月11日のニューヨーク・ニックス戦では、96-97で迎えた第4クォーター残り数秒の場面から、逆転のブザービーターターンアラウンドシュートを決めた。このシーズン、マッコネルは81試合(51先発)に平均26.3分の出場で、6.9得点、3.1リバウンド、6.6アシスト、1.7スティールを記録した。

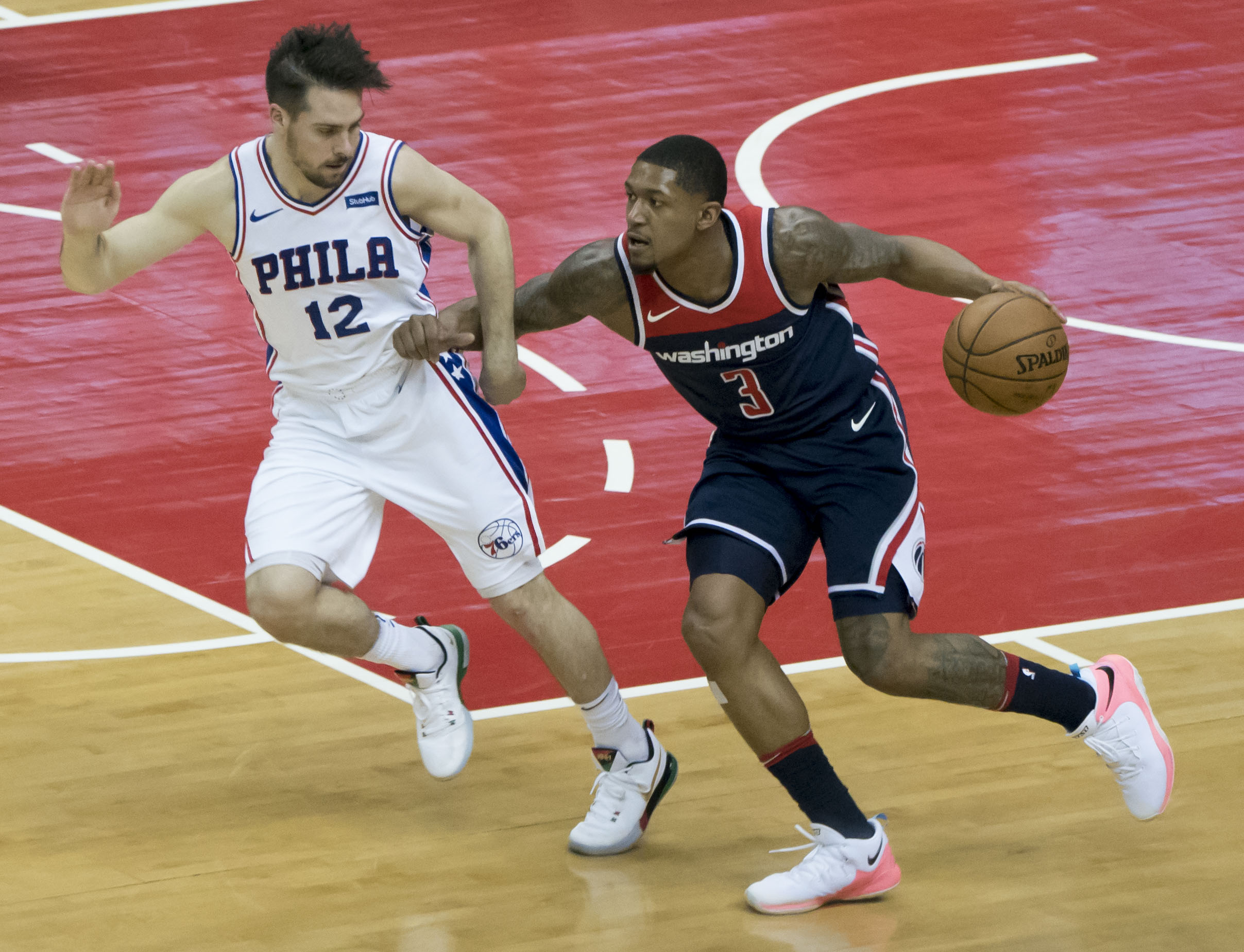
ブラッドリー・ビール(右)をディフェンスするマッコネル（2018年）

2017-18シーズン、2018年2月12日のニューヨーク・ニックス戦で10得点、10リバウンド、11アシストを記録し、自身初となるトリプル・ダブルを達成した。このシーズンは76試合(1先発)に平均22.4分の出場で、6.3得点、3.0リバウンド、4.0アシスト、1.2スティールを記録した。
2018-19シーズン、このシーズンは76試合(3先発)に平均19.3分の出場で、6.4得点、2.3リバウンド、3.4アシスト、1.0スティールを記録した。

### インディアナ・ペイサーズ
2019-20シーズン開幕前の7月3日にインディアナ・ペイサーズとの2年総額700万ドルの契約に合意した。このシーズンは71試合(3先発)に平均18.7分の出場で、6.5得点、2.7リバウンド、5.0アシスト、0.8スティールを記録した。
2020-21シーズン、2021年3月3日のクリーブランド・キャバリアーズ戦でベンチ出場ながらキャリアハイとなる10スティールを含む16得点、13アシスト、4リバウンド、1ブロックを記録し、1998年のムーキー・ブレイロック以来約23年ぶりとなるスティールを含むトリプル・ダブルを達成し、ベンチ出場としては史上初であった。また、この試合でマッコネルは前半だけで9スティールを記録し、前半だけにおけるスティール数のNBA記録を更新した。5月13日のミルウォーキー・バックス戦で自身初の20得点以上となる23得点を記録した。このシーズンは69試合(3先発)に平均26.0分の出場で、8.6得点、3.7リバウンド、6.6アシスト、1.9スティールを記録した。スティール数は128で最多であったが、スティール王はジミー・バトラーが獲得した。フィールドゴール成功率の55.9%はリーグ15位で、ガードとしては1位だった。
2021-22シーズン、2021年8月にペイサーズとの4年総額3,500万ドルの再契約に合意した。12月1日のアトランタ・ホークス戦で右手首を負傷し、手術のために10〜12週間の欠場を余儀なくされた。
2022-23シーズン、2023年1月16日のミルウォーキー・バックス戦でキャリアハイとなる29得点を記録したが、チームは119-132で敗れた。1月21日のフェニックス・サンズ戦で18得点、10リバウンド、12アシストを記録し自身3度目となるトリプル・ダブルを達成したが、チームは107-112で敗れた。
2023-24シーズン、2024年5月2日のプレーオフ第1回戦のミルウォーキー・バックスとの第6戦でプレーオフキャリアハイとなる20得点、9リバウンドを記録し、チームは120-98で勝利した。
2024-25シーズン、オクラホマシティ・サンダーとのNBAファイナル全7試合で、1試合平均12得点、FG成功率66.7%を記録するなど、7戦中5試合で二桁得点を記録する活躍を見せたが、3勝4敗で優勝を逃した。

## 個人成績

### NBA

#### レギュラーシーズン
| シーズン | チーム | GP  | GS | MPG  | FG%  | 3P%  | FT%  | RPG | APG | SPG | BPG | TO  | PPG  |
| -------- | ------ | --- | -- | ---- | ---- | ---- | ---- | --- | --- | --- | --- | --- | ---- |
| 2015–16  | PHI    | 81  | 17 | 19.8 | .470 | .348 | .634 | 3.1 | 4.5 | 1.2 | .1  | 1.7 | 6.1  |
| 2016–17  | PHI    | 81  | 51 | 26.3 | .461 | .200 | .811 | 3.1 | 6.6 | 1.7 | .1  | 2.0 | 6.9  |
| 2017–18  | PHI    | 76  | 1  | 22.4 | .499 | .435 | .795 | 3.0 | 4.0 | 1.2 | .2  | 1.5 | 6.3  |
| 2018–19  | PHI    | 76  | 3  | 19.3 | .525 | .333 | .784 | 2.3 | 3.4 | 1.0 | .2  | 1.2 | 6.4  |
| 2019–20  | IND    | 71  | 3  | 18.7 | .516 | .294 | .833 | 2.7 | 5.0 | .8  | .2  | 1.4 | 6.5  |
| 2020–21  | IND    | 69  | 3  | 26.0 | .559 | 313  | .688 | 3.7 | 6.6 | 1.9 | .3  | 2.0 | 8.6  |
| 2021–22  | IND    | 27  | 8  | 24.1 | .481 | .303 | .826 | 3.3 | 4.9 | 1.1 | .4  | 1.1 | 8.5  |
| 2022–23  | IND    | 75  | 6  | 20.3 | .543 | .441 | .853 | 3.1 | 5.3 | 1.1 | .1  | 1.9 | 8.7  |
| 2023–24  | IND    | 71  | 4  | 18.2 | .556 | .409 | .790 | 2.7 | 5.5 | 1.0 | .1  | 1.5 | 10.2 |
| 2024–25  | IND    | 79  | 1  | 17.9 | .519 | .306 | .740 | 2.4 | 4.4 | 1.1 | .3  | 1.4 | 9.1  |
| 通算     | 通算   | 706 | 97 | 21.1 | .516 | .345 | .778 | 2.9 | 5.0 | 1.2 | .2  | 1.6 | 7.6  |

- 2019-20シーズンは73試合、2020-21シーズンは72試合制

#### プレーオフ
| シーズン | チーム | GP | GS | MPG  | FG%  | 3P%  | FT%  | RPG | APG | SPG | BPG | TO  | PPG  |
| -------- | ------ | -- | -- | ---- | ---- | ---- | ---- | --- | --- | --- | --- | --- | ---- |
| 2018     | PHI    | 10 | 2  | 15.5 | .694 | .667 | .600 | 2.6 | 2.3 | .6  | .0  | .6  | 5.5  |
| 2019     | PHI    | 9  | 0  | 8.3  | .444 | ---  | ---  | .7  | 1.2 | .2  | .1  | .1  | 2.7  |
| 2020     | IND    | 3  | 0  | 9.3  | .375 | ---  | .500 | 2.0 | 2.3 | .0  | .0  | .7  | 2.3  |
| 2024     | IND    | 17 | 0  | 20.5 | .486 | .269 | .867 | 3.1 | 5.1 | .9  | .1  | 1.2 | 11.8 |
| 2025     | IND    | 23 | 0  | 17.5 | .537 | .421 | .815 | 3.2 | 4.0 | .9  | .1  | 1.9 | 9.5  |
| 通算     | 通算   | 62 | 2  | 16.3 | .520 | .354 | .796 | 2.7 | 3.5 | .7  | .1  | 1.2 | 8.1  |

### カレッジ
| シーズン | チーム     | GP  | GS  | MPG  | FG%  | 3P%  | FT%  | RPG | APG | SPG | BPG | PPG  |
| -------- | ---------- | --- | --- | ---- | ---- | ---- | ---- | --- | --- | --- | --- | ---- |
| 2010–11  | デュケイン | 32  | 30  | 30.6 | .498 | .402 | .683 | 3.8 | 4.4 | 2.8 | .2  | 10.8 |
| 2011–12  | デュケイン | 31  | 31  | 34.3 | .509 | .432 | .836 | 4.4 | 5.5 | 2.8 | .3  | 11.4 |
| 2013–14  | アリゾナ   | 38  | 38  | 32.3 | .454 | .360 | .620 | 3.6 | 5.3 | 1.7 | .2  | 8.4  |
| 2014–15  | アリゾナ   | 38  | 38  | 30.5 | .498 | .321 | .829 | 3.8 | 6.3 | 2.2 | .1  | 10.4 |
| 通算     | 通算       | 139 | 137 | 31.8 | .490 | .380 | .749 | 3.9 | 5.4 | 2.3 | .2  | 10.2 |